# Bhojpuri (sprog)
Bhojpuri er hovedsproget i de indiske delstater Bihar og Jharkhand. Bhojpuri tales af omkring 25 millioner mennesker i Indien, 1,4 millioner i Nepal og 300.000 på Mauritius. Bhojpuri og de to beslægtede sprog Maithili og Magahi kaldes også samlet for Bihari.
Bhojpuri og de øvrige bihari-sprog tilhører den indoariske gruppe af de indoiranske, indoeuropæiske sprog.